# Hedda (fartyg)
Slupen Hedda upprätthöll regelbundna passagerarturer mellan Motala köping och Motala Verkstad. Den drogs av en häst på dragvägen. Hästen reds av ”Lille Anders” som beskrivits som en dvärgliknande människa som fick lida mycken smälek för sina korta ben. Om slupen tycks inte mycket information finnas. En resa med slupen från Motala Verkstad till Borenshult har beskrivits av fröken Malin Lalin 1839.